# اندیس سنگ تزئینی (چینی) چمن سلطان
سنگ تزئینی(چینی) چمن سلطان یک اندیس مصالح ساختمانی است که در  استان لرستان قرار دارد و مادهٔ معدنی موجود در آن، سنگ تزئینی است.سنگ میزبان این اندیس سنگ آهک متامورف است و دیرینگی آن به دوران پرموتریاس می‌رسد. 